# Zwijgplicht
De zwijgplicht is de verplichting die mensen opgelegd wordt, of zelf op zich nemen, om te zwijgen. Ze mogen dus niets verklappen of doorvertellen aan anderen.
Bepaalde criminele genootschappen zoals de maffia kennen een strikte zwijgplicht, ook bekend als omerta. Ook geheime of besloten genootschappen zoals vrijmetselaarsloges leggen hun leden een zwijgplicht op om over dat wat hen binnen de beslotenheid wordt toevertrouwd bekend te maken. Ook in studentenverenigingen wordt dit beginsel soms toegepast, maar dan vooral over hetgeen er in de vereniging gebeurt, zoals de initiatieriten. In slotkloosters kan het een leefregel zijn.
Een verwant begrip is het beroepsgeheim, dat is dan vooral bij aan beroepsethiek gebonden materie zoals voor dokters en advocaten. Mensen die een dergelijk beroep uitoefenen moeten hiervoor een geheimhoudingsverklaring tekenen bij hun sollicitatie.
Ook geldt een zwijgplicht bij reality-tv-programma's met een competitie-format en onderdelen van bijvoorbeeld talentenjachten, zoals audities en theaterrondes, die opgenomen worden lang voordat ze uitgezonden worden, zoals bijvoorbeeld Wie is de Mol?, Expeditie Robinson of Heel Holland Bakt. Deelnemers aan deze programma's mogen dan voor, tijdens en na de opnames niks over hun deelname aan het programma of onderdeel van het programma vertellen totdat het programma of het betreffende onderdeel volledig en wel is uitgezonden. Hiervoor tekenen ze voor de opnames een contract. Ook mensen die betrokken zijn bij de opnames en het eventueel aanwezige studiopubliek moet zo'n contract tekenen. Wie dit contract schendt en toch voortijdig iets vertelt kan een flinke boete krijgen van de programmamakers. Deze zwijgplicht wordt door de programmamakers noodzakelijk geacht omdat ze niet willen dat de deelnemers en het verloop van het programma voor uitzending bekend worden gemaakt. Deze zwijgplicht betekent ook dat als deelnemers aan dergelijke programma's op reis moeten gaan voor de opnames, niet mogen vertellen waar ze naartoe gaan, hoe lang ze wegblijven en wat ze gaan doen. Dit betekent dus dat ze een goede en geloofwaardige smoes moeten verzinnen voor hun afwezigheid.
Een zwijgplicht geldt eveneens bij een conclaaf. Dit is een geheime bijeenkomst van kardinalen waarin zij een nieuwe Paus kiezen. Alle deelnemende kardinalen en andere betrokkenen moeten voorafgaand aan deze bijeenkomst een eed van geheimhouding afleggen. Deze zwijgplicht is enerzijds bedoeld om te voorkomen dat de pausverkiezing van buitenaf wordt beïnvloed en anderzijds om ervoor te zorgen dat de kerkelijke eenheid aanwezig blijft. Het is bovendien een heilig proces waarbij de Heilige Geest de kardinalen naar een juiste keuze leidt.
Het begrip spreekverbod betreft een bevel, meestal van een rechtbank, een overheid of een beroepsorganisatie, om te verhinderen dat bepaalde informatie of commentaren publiek bekend raken, dan wel doorgegeven worden aan derden. Een bekend voorbeeld is het spreekverbod van ambtenaren, magistraten of militairen over gevoelige onderwerpen. Wanneer ambtenaren ondanks een (uitdrukkelijk of stilzwijgend) spreekverbod toch mistoestanden publiek aanklagen, spreekt men van een klokkenluider.  
Een voorbeeld van een spreekverbod, uitgesproken door een rechtbank, was het verbod, opgelegd aan de koepel van Belgische farmabedrijven pharma.be om informatie te verstrekken over een intern onderzoek tegen het bedrijf Alexion Pharmaceuticals (het spreekverbod werd later ingetrokken). 
In de moordzaak tegen Janssen in België (2011) kregen de advocaten van hun beroepsorganisatie net geen spreekverbod, maar werd hen wel gevraagd zich aan de beroepsregels (inzake discretie) te houden.